# Mariano Salvador Maella Pérez
Mariano Salvador Maella Pérez (València, 21 d'agost de 1739 - Madrid, 10 de maig de 1819) fou un pintor valencià neoclàssic influït per Anton Raphael Mengs.

## Biografia
La seva primera formació artística fou del seu propi pare, pintor també. Després es va desplaçar a Madrid on Felipe de Castro li va fer classes introduint-li-ho a la pintura neoclàssica al gust de l'època. També De Castro li va permetre continuar la seva formació a la Reial Acadèmia de Belles Arts de San Fernando i va ser acollit amb especial interès per Antonio González Velázquez (amb la filla del qual es casaria anys més tard).
L'any 1757 la seva família, i els tres premis obtinguts a l'Acadèmia, li van permetre finançar un viatge a Roma on va estar de 1758 a 1765 i va reforçar el seu gust academicista. Va tornar a Espanya el 1765 on va treballar a la remodelació del Palau Reial de Madrid sota l'empar de Mengs, del que rebrà una notable influència.
Inicia a Madrid una vertiginosa carrera, ingressant com acadèmic de la de San Fernando, de la qual va arribar a ser Director General de 1795 a 1798. Va ser nomenat pintor de cambra l'any 1774, on es va reconèixer la seva esplèndida tècnica per al retrat. A partir d'aquest moment s'integra de ple a les obres de tot el patrimoni reial. Ja no només treballa al Palau, sinó a La Granja de San Ildefons, el Palau de El Pardo i el Palau de l'Escorial. La Il·lustració marcava l'època i Maella s'adaptava a la perfecció, recollint l'admiració de la Casa Borbó. Els treballs se succeïxen amb altres obres al fresc que ha d'atendre per interès de la Corona com la decoració de les Catedrals de Toledo i de Burgo de Osma, al mateix temps que anirà incrementant els seus treballs com retratista oficial de la Casa Real o l'elaboració de patrons per a tapissos a la Real Fàbrica de Tapissos amb qui va ser durant tota la seva vida l'oponent més ferm a Maella, Francisco Bayeu.

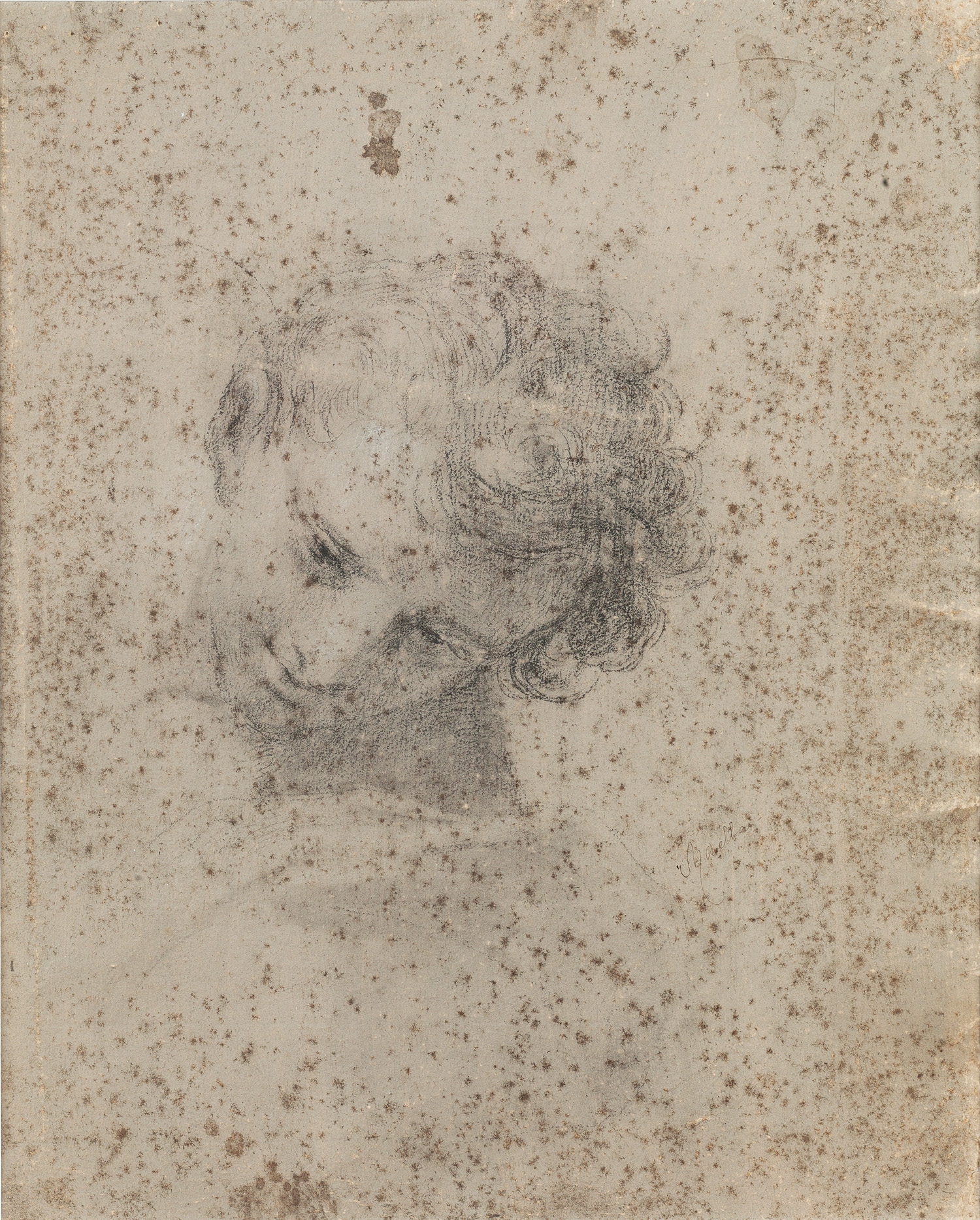
Cap masculí. Mariano Salvador Maella c. 1781. Fundació Rafael Masó

Quan havia arribat a ser Primer Pintor de Cambra el 1799 i encarregat de la custòdia i restauració de tots els Reials Llocs, es produïx la caiguda de Carles IV i l'arribada de Josep I. Bé fora per la temptació dels 50.000 reals anuals que cobrava, bé per conviccions pròpies, no va dubtar a servir al monarca francès, del que va rebre honors. Aquesta situació va ser, al final, la que va provocar el seu ocàs. Acusat d'afrancesat, al retorn de Ferran VII va ser apartat de la Cort, pensionat amb una cinquena part del sou i substituït per Vicente López Portaña, tant davant el monarca com a la mateixa Acadèmia.

## Selecció de pintures

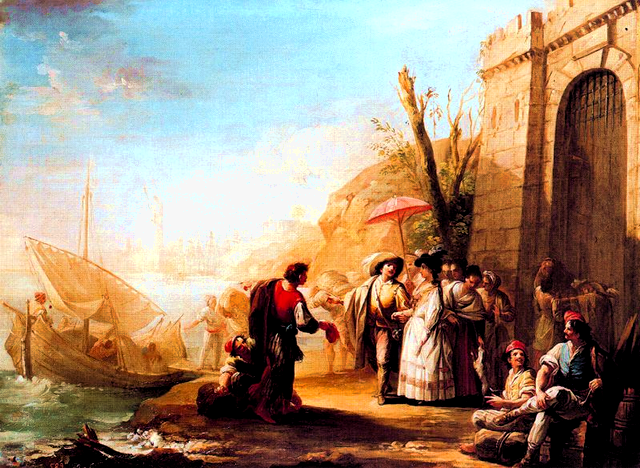
Marina, Museu del Prado
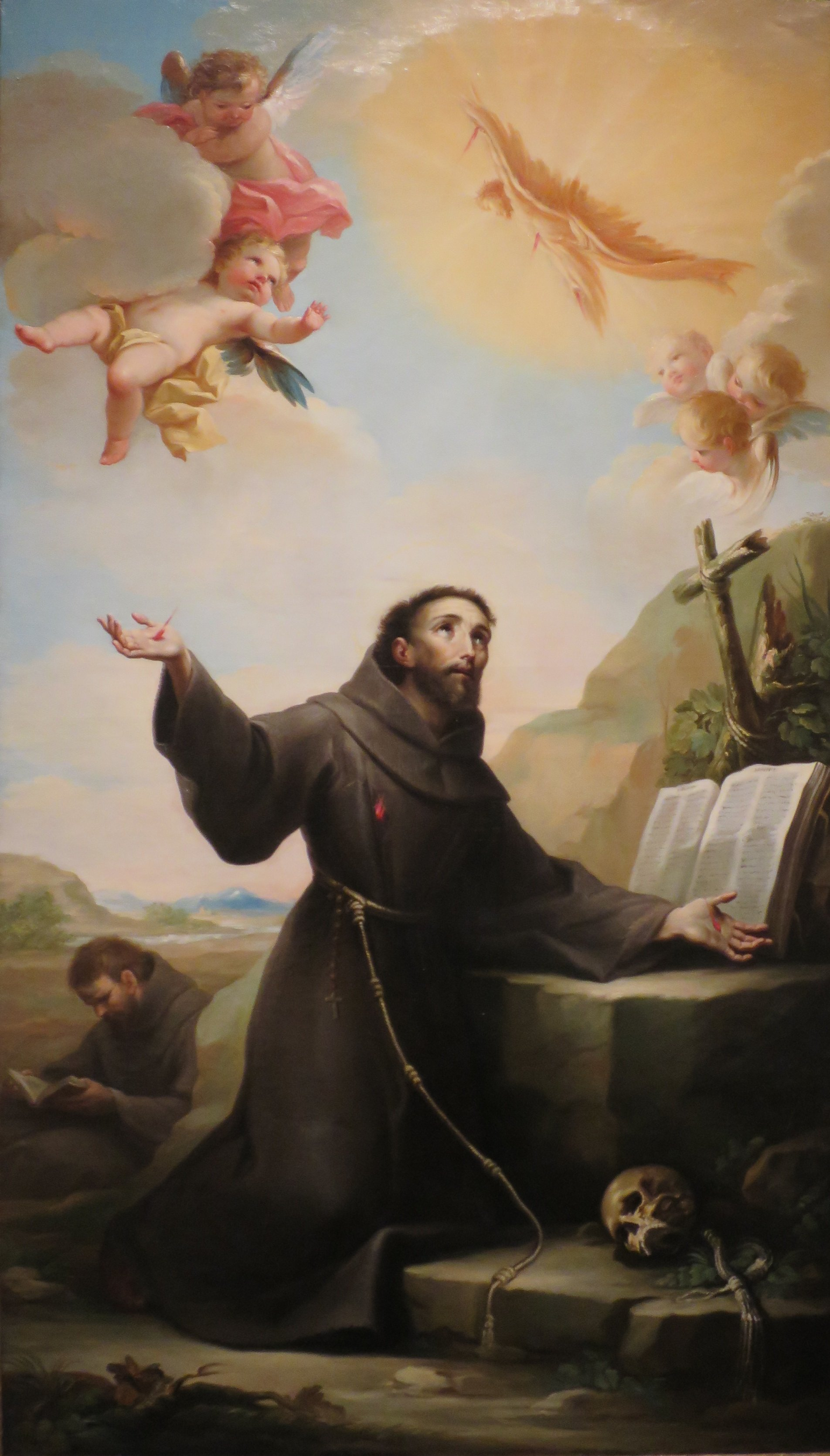
Sant Francesc d'Assís rebent els Estigmes, Museu d'Art del Comtat de Los Angeles
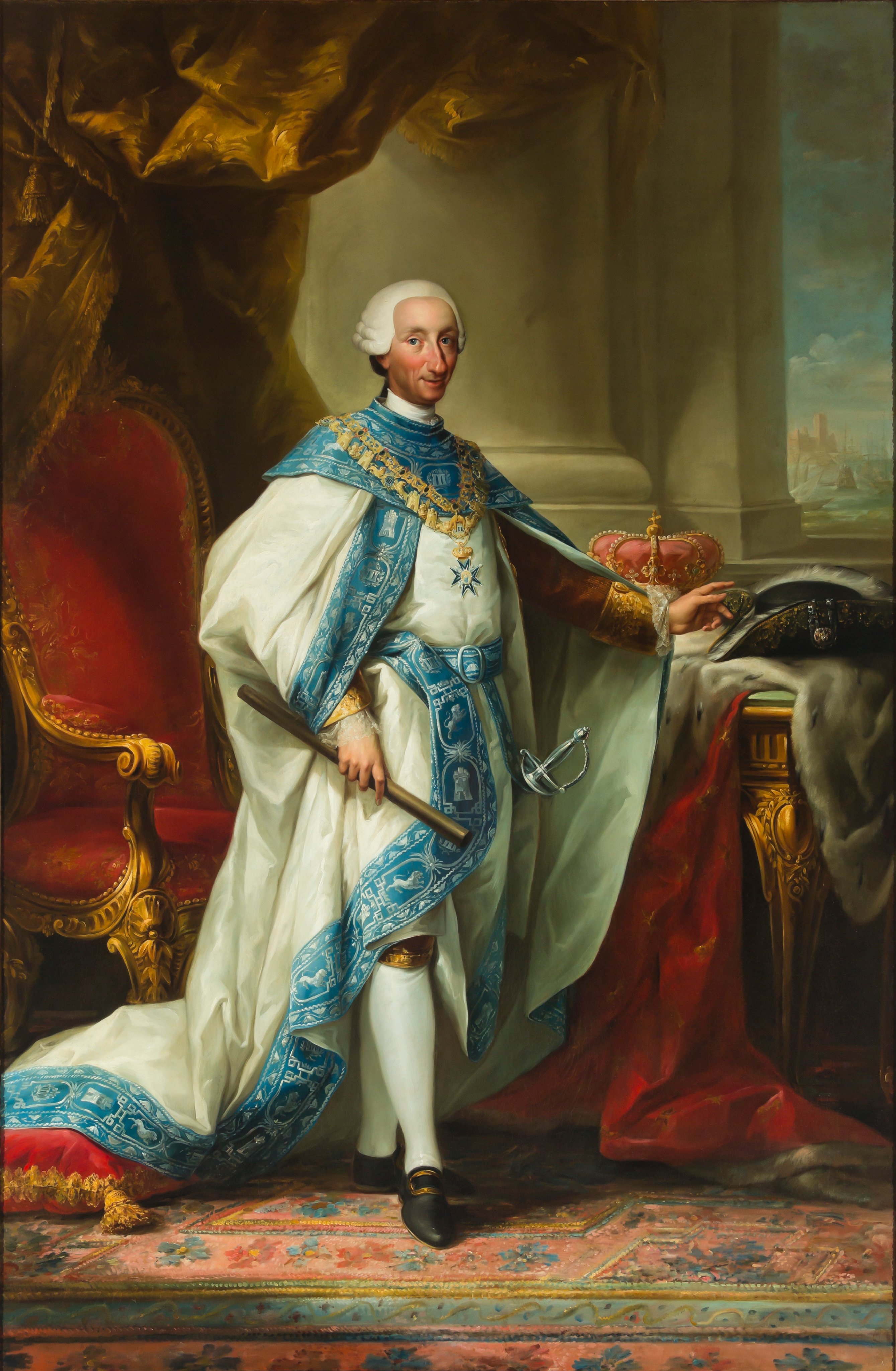
El rei Carles III, vestint l'uniforme de la seva Orde, Palau Reial de Madrid
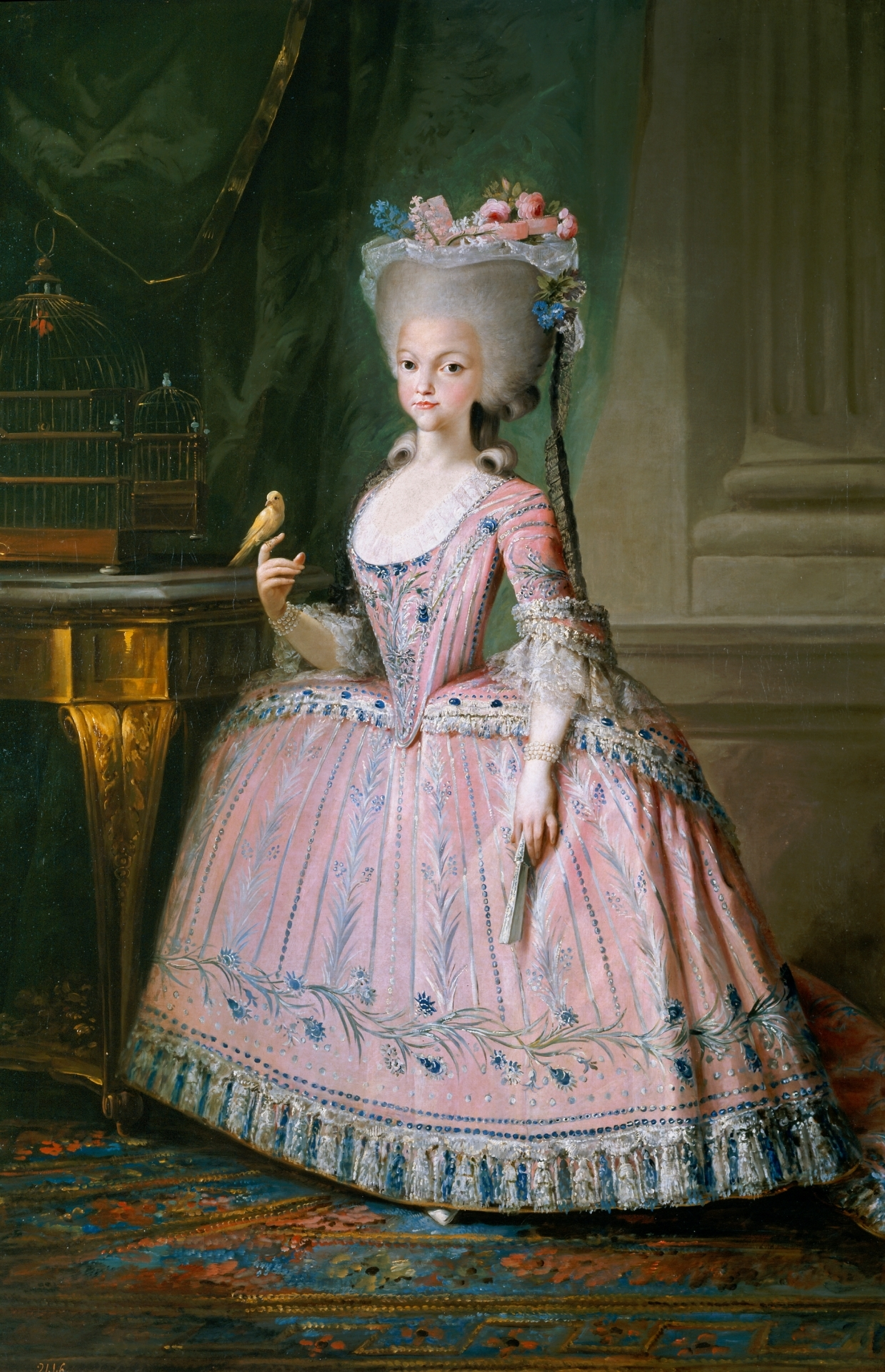
La infanta Carlota Joaquina, Museu del Prado
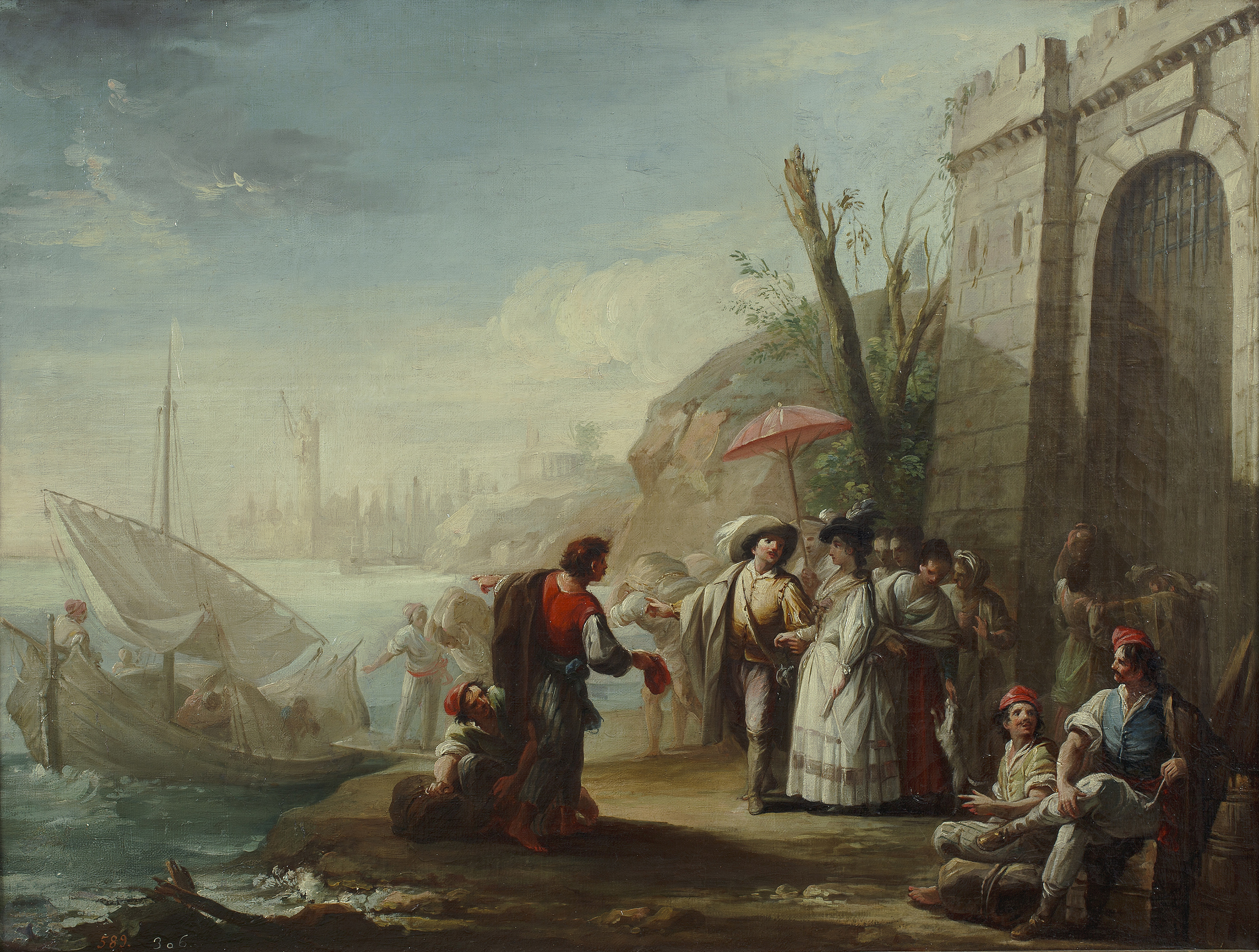
L'embarcament, Museu del Prado
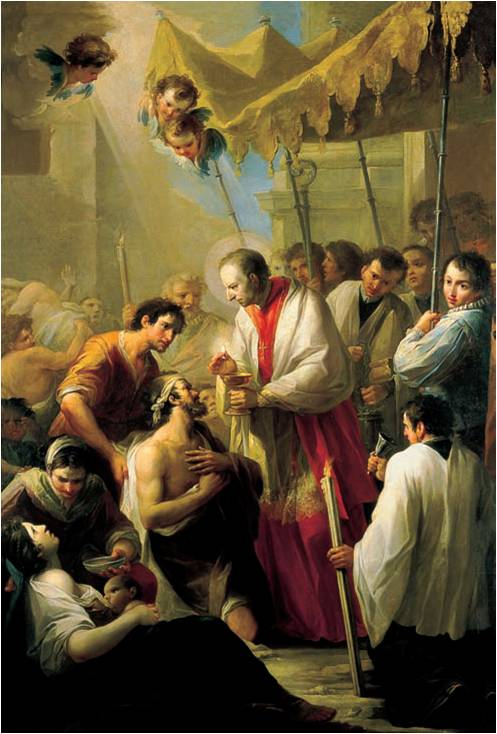
Sant Carles Borromeo, Banc d'Espanya